# Онипко, Федот Михайлович

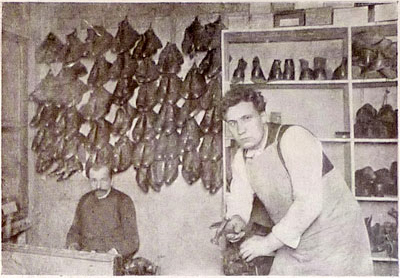
Ф. М. Онипко в эмиграции в Париже работал в сапожной мастерской, 1913

Федо́т Михайлович Они́пко (1 (13) марта 1880, станица Старолевушковская Кубанской области — 1938) — российский политический деятель.

## Биография
Родился в крестьянской семье в станице Старолевушковской Кубанской области. Вскоре семья переехала на Ставрополье в село Кистинское Новогригорьевского уезда. Обучался в церковно-приходской школе, затем самостоятельно готовился и выдержал экзамен за городское училище.
С 1903 года работал волостным писарем в селе Большая Джалга Благодарненского уезда. Был избран депутатом I Государственной Думы от Ставропольской губернии. В Думе присоединился к Трудовой группе. Редактировал газету «Трудовая Россия».
После роспуска Думы первого созыва подписал Выборгское воззвание 10 (23) июля 1906 года в г. Выборге.
Как агитатор и организатор был направлен партией социалистов-революционеров в Кронштадт. 17 (30) сентября 1906 году Временным Военным судом в Кронштадте по делу о вооружённом восстании был приговорён к ссылке на поселение в Сибирь, на этом основании он освобождён от суда по делу о «Выборгском воззвании» как уже осуждённый..
20 августа 1907 года в 12 часов дня по Николаевской железной дороге, после 13-месячного тюремного заключения, отправлен на поселение в Енисейскую губернию Ф. М. Онипко, осужденный по делу о военном восстании в Кронштадте в июле 1906 года. По словам родственников, видевших Онипко, накануне высылки, держался он бодро, верил в скорое возрождение России и в скорое возвращение. Здоровье Онипко было далеко не удовлетворительным.
Бежал из ссылки по пути из Енисейска в Туруханский край.
Жил в эмиграции в Париже. Работал сапожником.
В годы Первой мировой войны вступил добровольцем во французский Иностранный легион. Получил тяжёлое ранение в первых же боях с немцами.
После Февральской революции возвратился в Россию. Эсер. Был назначен комиссаром Временного правительства на Балтийском флоте. Участвовал в разработке устава Центробалта, принятого в мае 1917 на I съезде моряков балтфлота в Гельсингфорсе.
Делегат II Всероссийского съезда Крестьянских Депутатов. Член Государственного совещания.
Был избран во Всероссийское учредительное собрание от Ставропольского избирательного округа по списку № 1 — эсеры и Совет КД. Входил в военную комиссию Союза защиты Учредительного собрания. Участник заседания Учредительного Собрания 5 января 1918 года.
На процессе ПСР 1922 значился не разысканным обвиняемым. Якобы он руководил группой боевиков, готовивших покушение на В. И. Ленина и Л. Д. Троцкого. В 1925 году выступил с покаянным с письмом в печати, в котором сказано, что он признаёт «Советскую власть, <…> как единственную власть, способную осуществить социалистические требования» И что он «категорически осуждает все формы и меры антисоветской борьбы, от какой бы социалистической партии они не исходили». Работал в советских учреждениях. Был активным членом военно-морской секции «Общества политкаторжан и ссыльнопоселенцев», на заседаниях общества неоднократно выступал с воспоминаниями.
Расстрелян.